# Zákinthosz
Zákinthosz (görög írással Ζάκυνθος, olaszul Zante) sziget a Jón-tengeren, Görögország nyugati részén. Székhelye, az azonos nevű Zákinthosz város a sziget délkeleti partján fekszik.
Turistaparadicsom. Természeti szépségeinek és festői fővárosának köszönhetően a velenceiek (Homérosz után) Kelet virágának (olaszul Fiore di Levante) nevezték.

## Neve
A nevét a görög mitológiában megjelenő Dardanosz fiáról, Zakyntoszról kapta.

## Földrajza
A Jón-tengerben, a Peloponnészosz-félsziget partjaitól 16 km-re nyugatra helyezkedik el. A hét jón-tengeri sziget közül a harmadik legnagyobb, területe 410 km². A sziget hosszúsága 40 km, legnagyobb szélessége 20 km. A nyugati részén egy nagy hegyvonulat húzódik, amelynek a legmagasabb pontja a Vrakhionasz (756 m).
Közigazgatásilag hozzá tartoznak még délen a Sztrofádok is.

### Éghajlat
| Hónap                         | Jan. | Feb. | Már. | Ápr. | Máj. | Jún. | Júl. | Aug. | Szep. | Okt. | Nov. | Dec. | Év   |
| ----------------------------- | ---- | ---- | ---- | ---- | ---- | ---- | ---- | ---- | ----- | ---- | ---- | ---- | ---- |
| Átlagos max. hőmérséklet (°C) | 14,4 | 14,5 | 16,1 | 18,9 | 23,4 | 27,8 | 30,7 | 30,6 | 27,6  | 23,0 | 19,0 | 15,8 | 21,9 |
| Átlagos min. hőmérséklet (°C) | 8,1  | 8,2  | 9,2  | 11,1 | 14,4 | 18,2 | 20,4 | 20,9 | 18,8  | 15,7 | 12,5 | 9,6  | 14,0 |
| Átl. csapadékmennyiség (mm)   | 150  | 113  | 90   | 51   | 17   | 7    | 5    | 9    | 25    | 147  | 159  | 170  | 943  |
| Forrás: NOAA                  |      |      |      |      |      |      |      |      |       |      |      |      |      |

| Hónap                        | Jan. | Feb. | Már. | Ápr. | Máj. | Jún. | Júl. | Aug. | Szep. | Okt. | Nov. | Dec. | Év   |
| ---------------------------- | ---- | ---- | ---- | ---- | ---- | ---- | ---- | ---- | ----- | ---- | ---- | ---- | ---- |
| Rekord max. hőmérséklet (°C) | 20,2 | 21,4 | 24,2 | 25,6 | 34,2 | 35,8 | 42,2 | 38,4 | 36,8  | 30,4 | 26,6 | 22,2 | 42,2 |
| Rekord min. hőmérséklet (°C) | −2,6 | −2,0 | 0,0  | 2,6  | 5,0  | 8,4  | 12,0 | 13,4 | 10,8  | 5,2  | 2,8  | 0,2  | −2,6 |
| Forrás:                      |      |      |      |      |      |      |      |      |       |      |      |      |      |

### Növény- és állatvilága

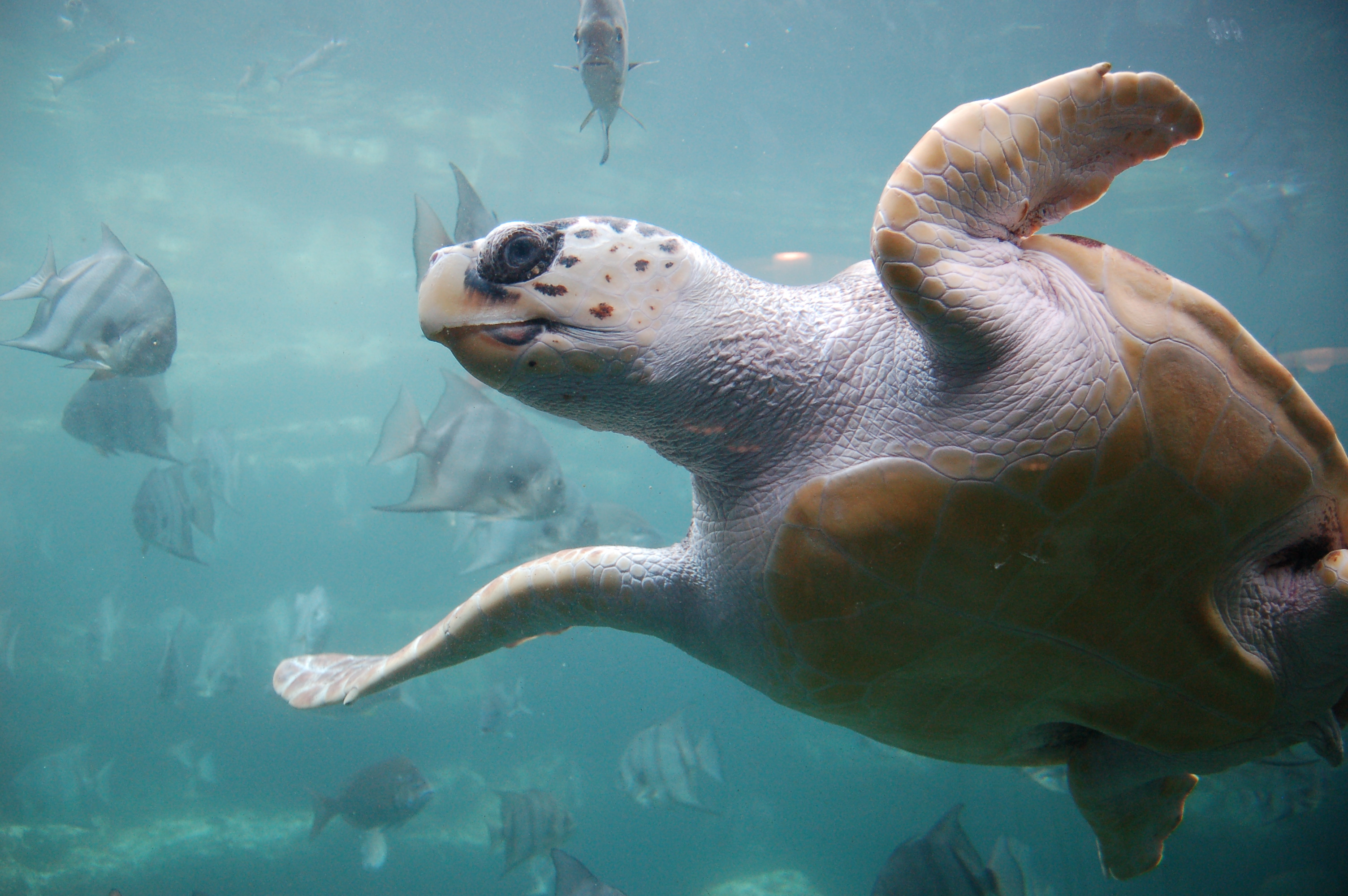
Álcserepesteknős

Fő terményei az olívaolaj, ribiszke, szőlő és citrusfélék. Őshonos a szigeten a Zante szőlő, ami egy kis, édes, mag nélküli szőlőfajta.
Az itteni vizekben él a veszélyeztetett álcserepesteknős. Védelmükre hozták létre a Zakinthoszi Tengeri Parkot.

## Történelem
Régészeti kutatások bizonyítják, hogy már az újkőkorszakban lakott volt. Az ókori költő, Homérosz említi az Iliász és az Odüsszeia műveiben. A középkorban gyakran volt a kalózok célpontja. 1482-1797 között a velenceiek uralták, 1815-től a Görögországhoz való csatolásáig angol védnökség alatt állt. 
A 19. században több nagy költőnek adott otthont, mindenekelőtt a külföldön is ismert Dionísziosz Szolomósznak.
1953 augusztusában 7,3-as erősségű földrengés okozott súlyos károkat. 2006 áprilisában 5,7 és 5,9 erősségű földrengések érték.

## Népesség
Lakossága 40 000 fő körül mozog. 

## Közigazgatási beosztás
| Zákinthosz közigazgatási felosztása | Nr. | Terület    | Székhely           | Irányítószám | Települések |
| ----------------------------------- | --- | ---------- | ------------------ | ------------ | --- |
| Zákinthosz közigazgatási felosztása | 1   | Zakinthosz | Zakinthosz (város) | 291 00       | Ampelokipoi – Argasi – Bochali – Gaitani – Vasilikos - Zakynthos (Zante)                                                                             |
| Zákinthosz közigazgatási felosztása | 2   | Alikész    | Alikész            | 290 90       | Agios Dimitrios – Alikanas - Alikes - Ano Gerakari – Kallithea – Katastari – Kato Gerakari - Meso Gerakari – Pigadakia - Skoulikado                  |
| Zákinthosz közigazgatási felosztása | 3   | Arkadii    | Vanato             | 291 00       | Agios Kirykos - Kalipado – Kypseli - Planos – Sarakinado – Tragaki - Vanato                                                                          |
| Zákinthosz közigazgatási felosztása | 4   | Artemiszia | Macherado          | 290 92       | Agia Marina - Agioi Pantes - Agios Leontas – Fiolitis - Galaro - Gyri - Koiliomenos – Lagkadakia - Lagopodo - Loucha - Macherado - Romiri - Vougiato |
| Zákinthosz közigazgatási felosztása | 5   | Elatia     | Volimes            | 290 91       | Anafonitria - Ano Volimes - Exo Chora - Maries – Orthonies - Volimes                                                                                 |
| Zákinthosz közigazgatási felosztása | 6   | Laganasz   | Laganasz           | 290 92       | Agalasz – Kalamaki – Keri – Laganas - Lithakia – Mouzaki - Pantokratorasz                                                                            |

### Főbb települések
- Zákinthosz (Ζάκυνθος) (Zante)
- Alikész (Αλυκές)
- Laganasz (Λαγανάς)
- Elatia (Ελάτια)
- Arkadioi (Αρκάδιο)
- Artemiszia (Αρτεμισία)

## Turizmus
Nyaralásra a sziget délkeleti partjának hosszú, fövenyes strandjai kínálkoznak. A délnyugati part sziklás és meredek. A szigetnek főszezonban élénk éjszakai élete van. Repülőtere a Zákinthosz nemzetközi repülőtér.

## Híres szülöttei
- Ugo Foscolo (1778–1827) költő
- Nikolaosz Koutouzisz (1741–1813) festő
- Dionísziosz Szolomósz (1798–1857), görög nemzeti himnusz szövege az ő költeményén alapszik
- Andreas Kalvos (1792-1869) költő

## Galéria

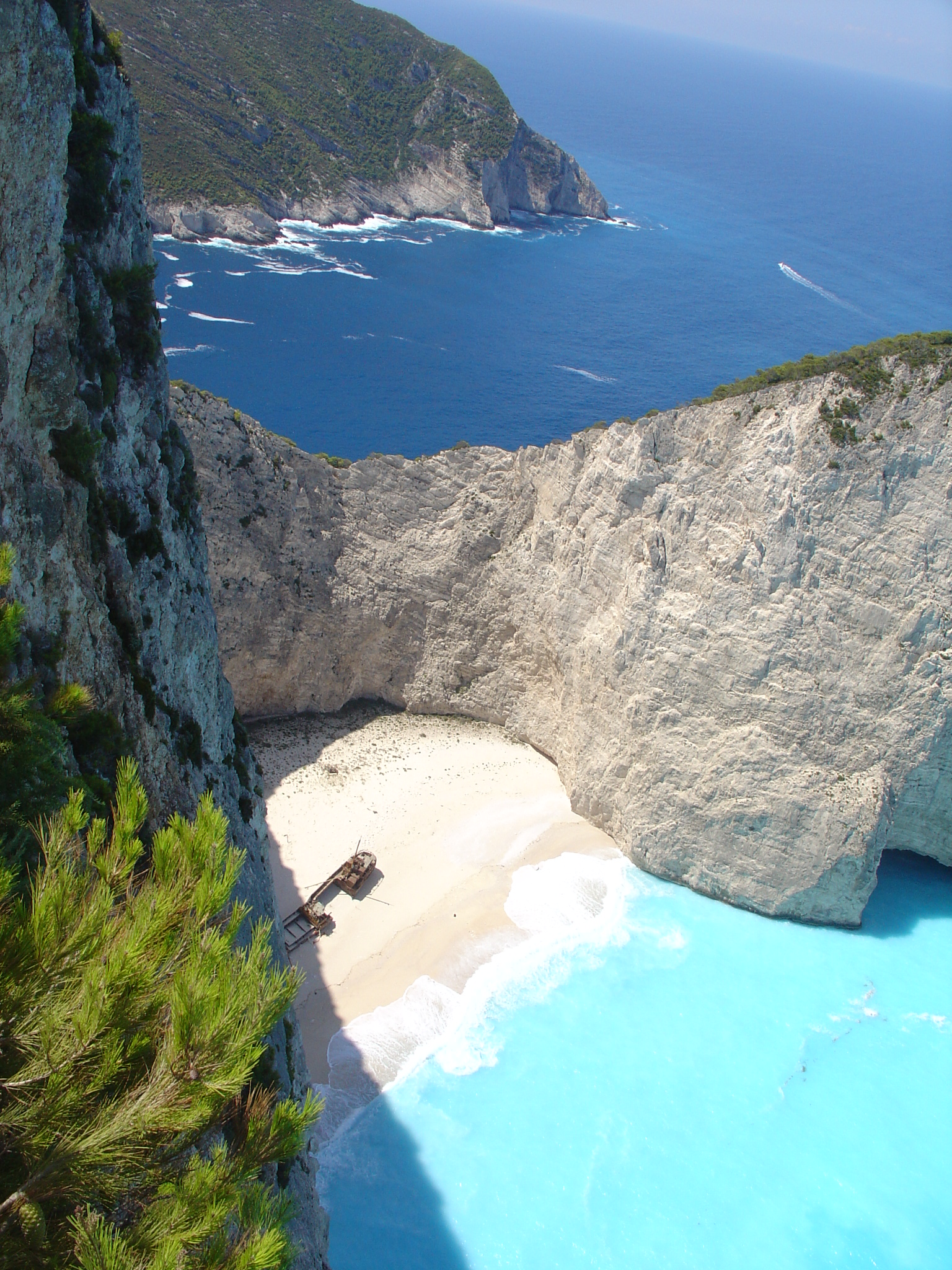
A Hajóroncs-öböl
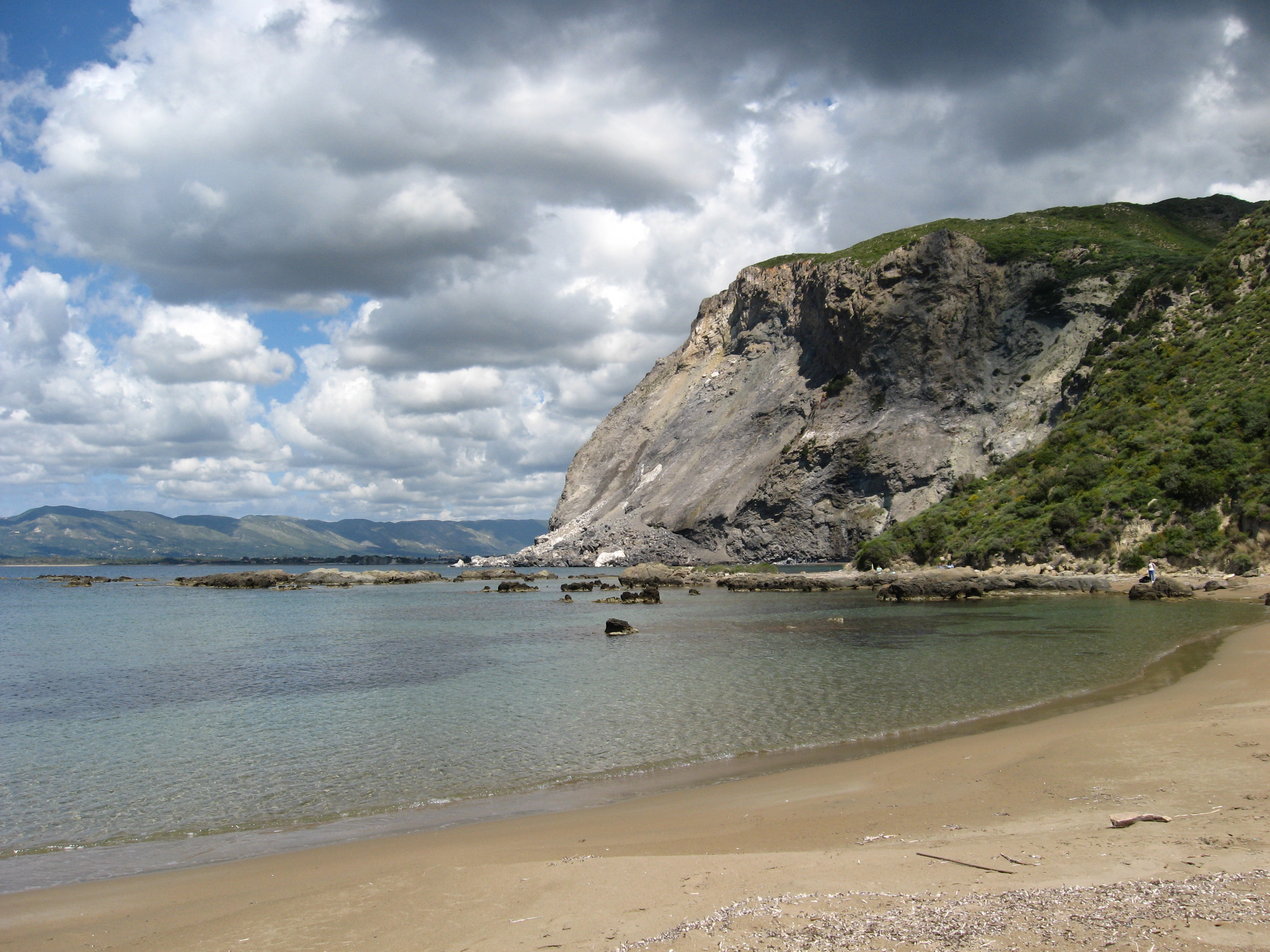
Szekánia (Σεκάνια), Laganasz-öböl
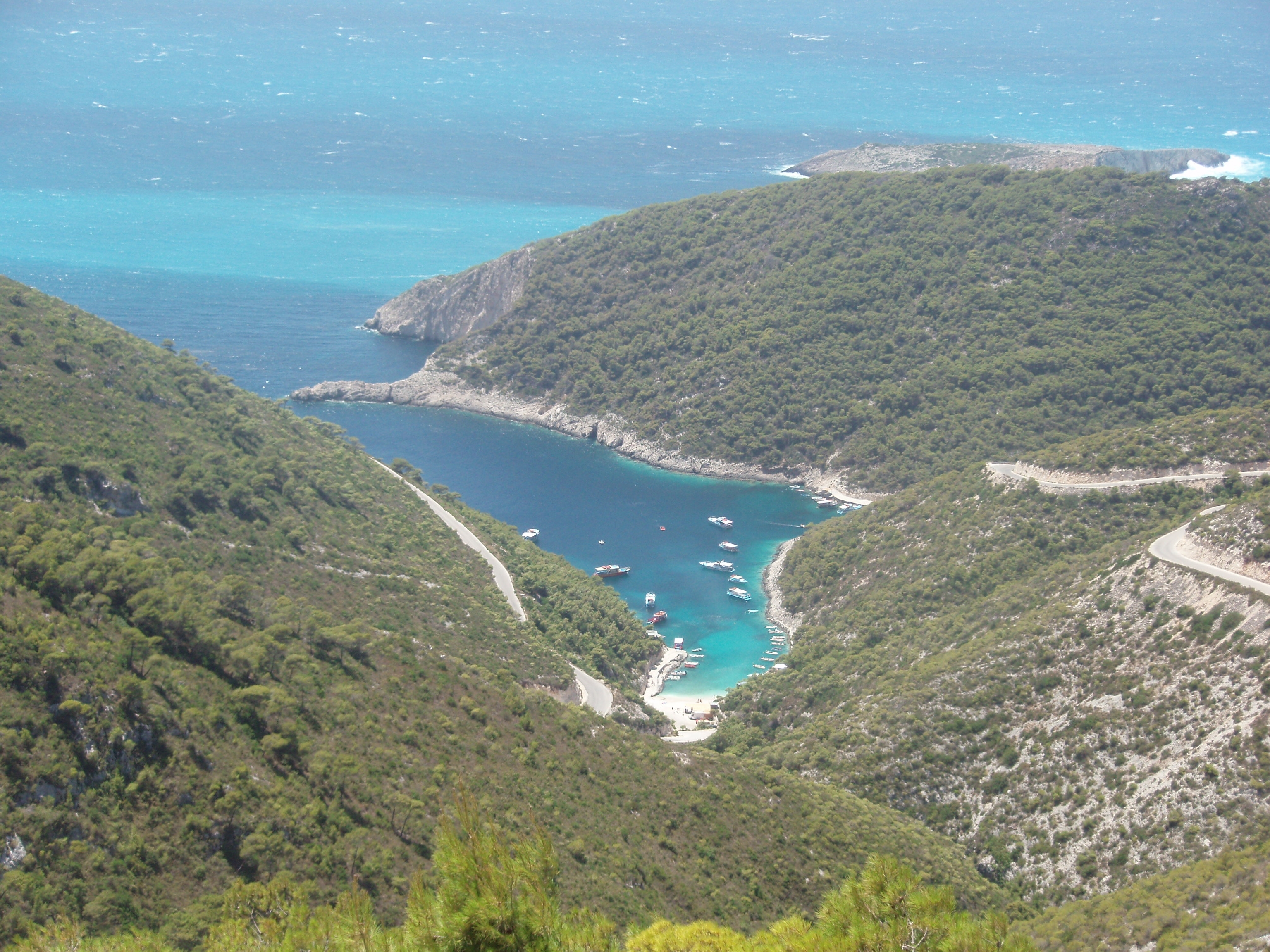
Porto Vromi
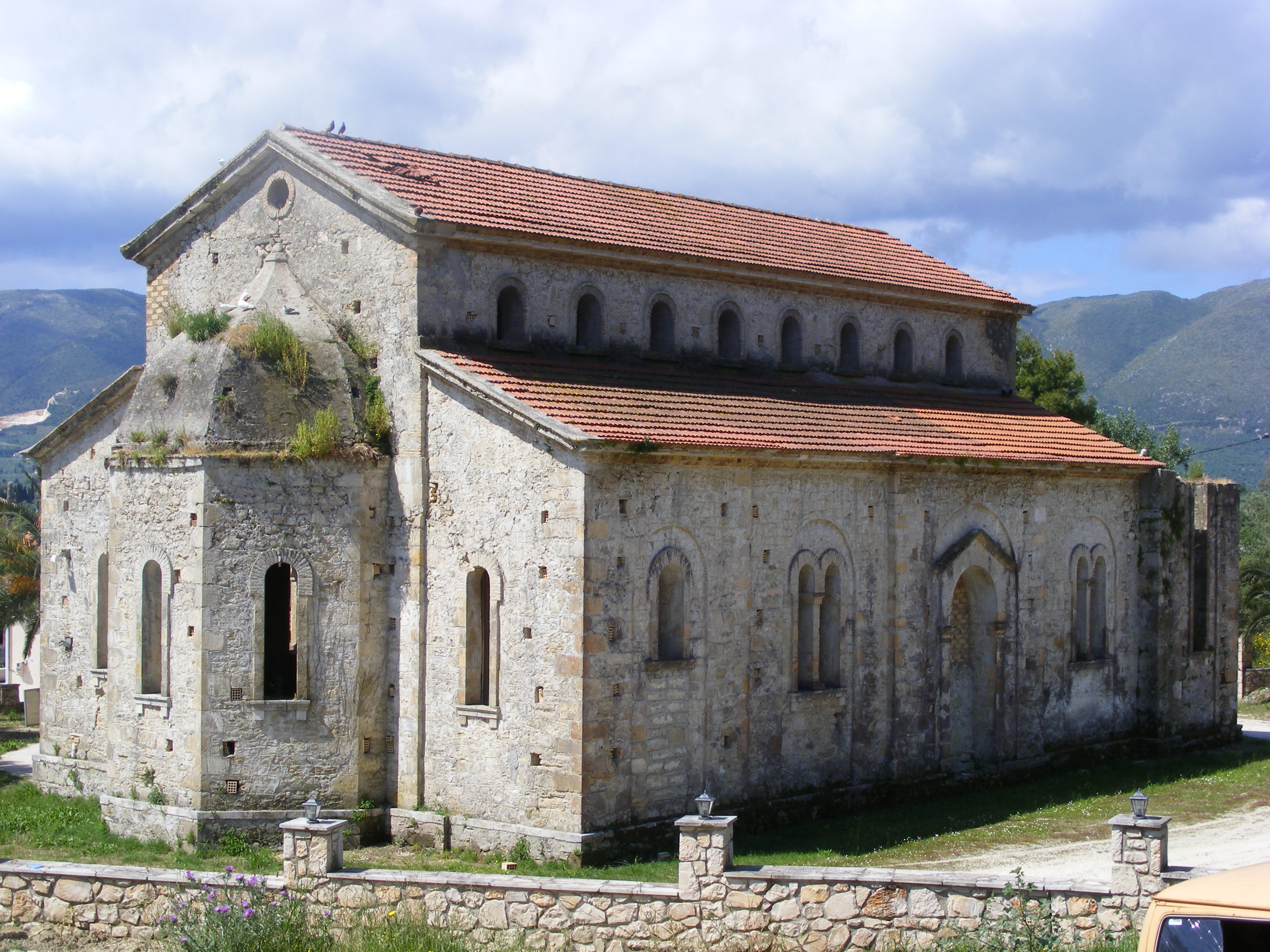
Templom, Kato Gerakari
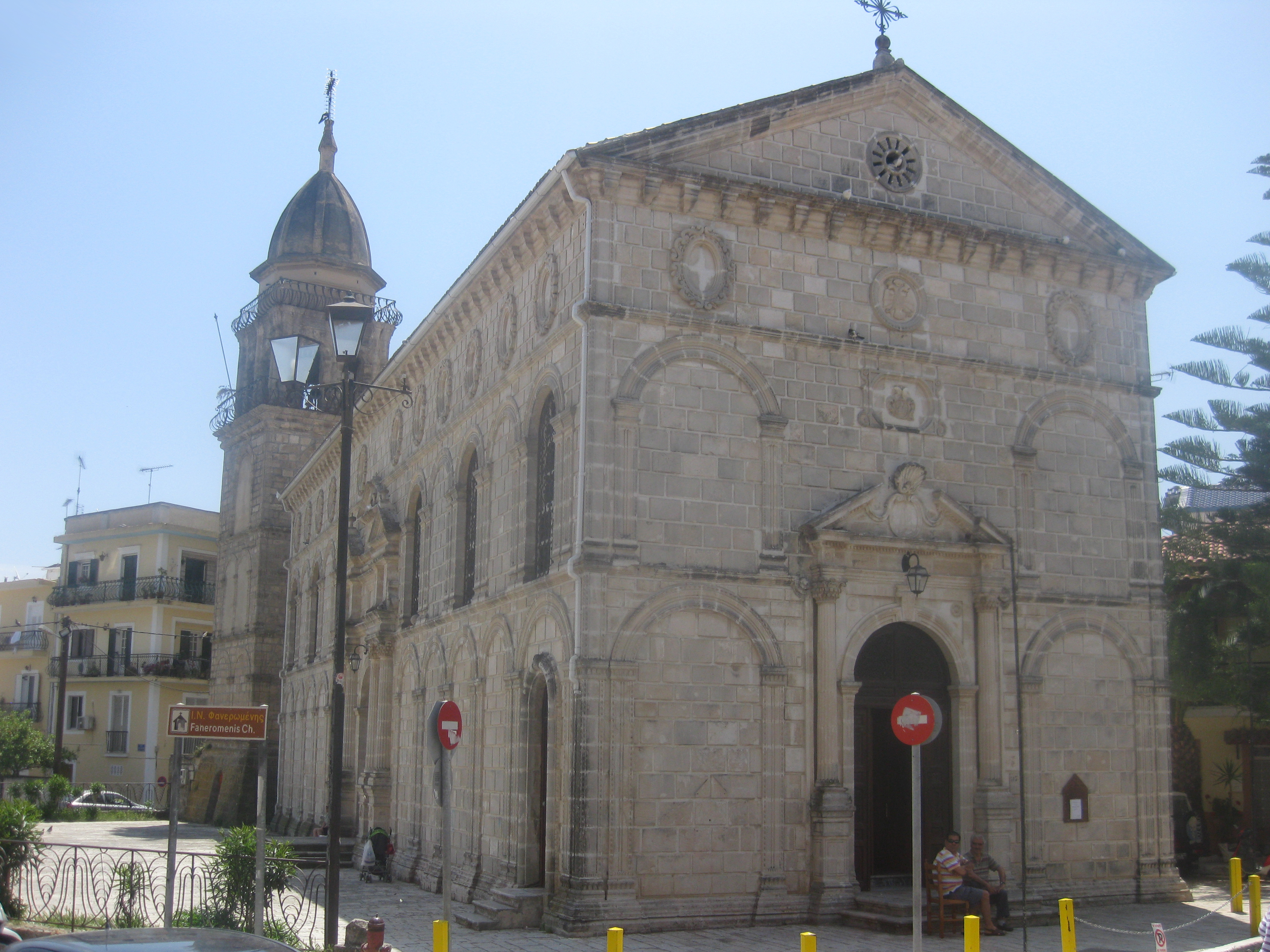
Faneromeni-templom
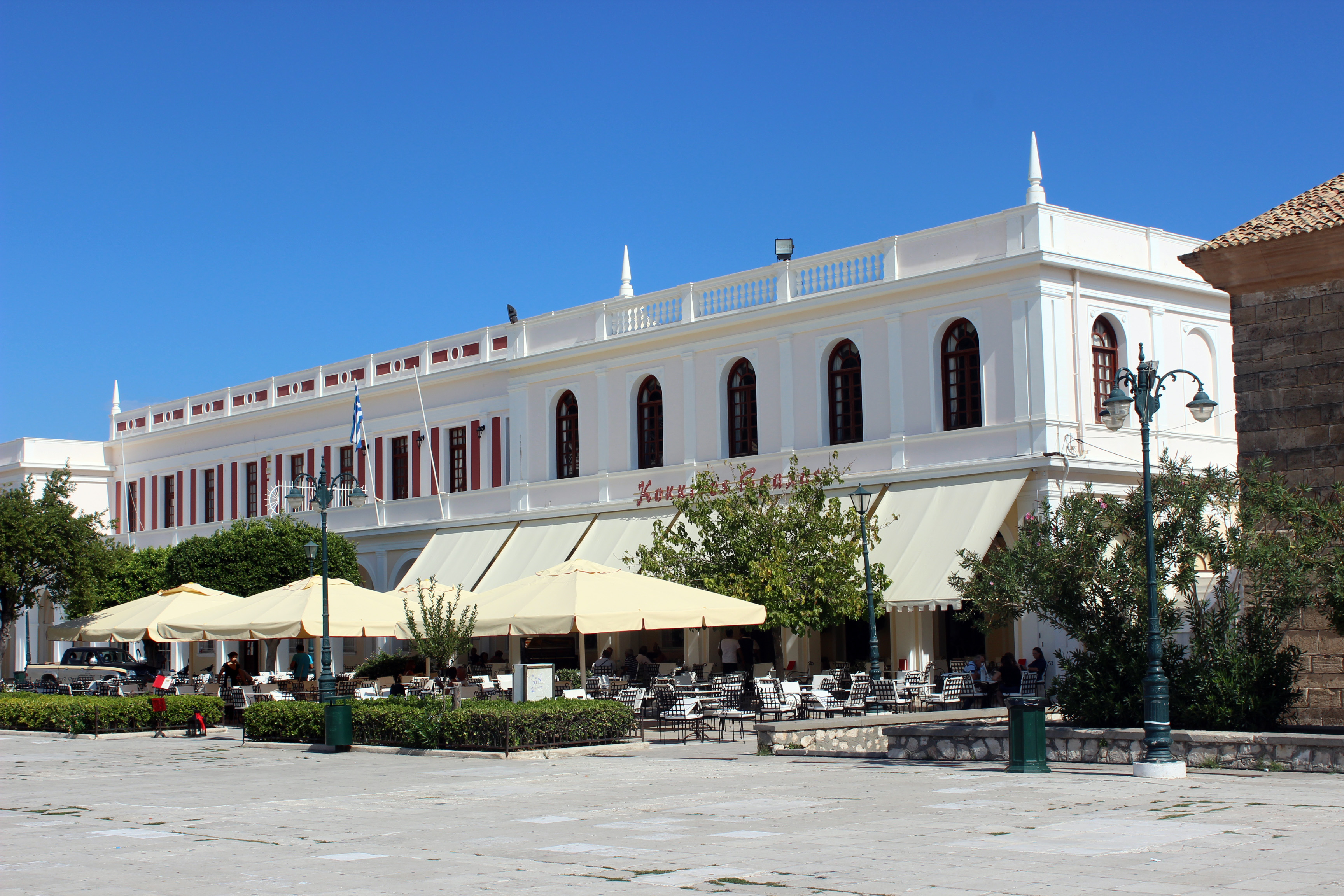
Kulturális központ, Dionisziosz Szolomosz tér
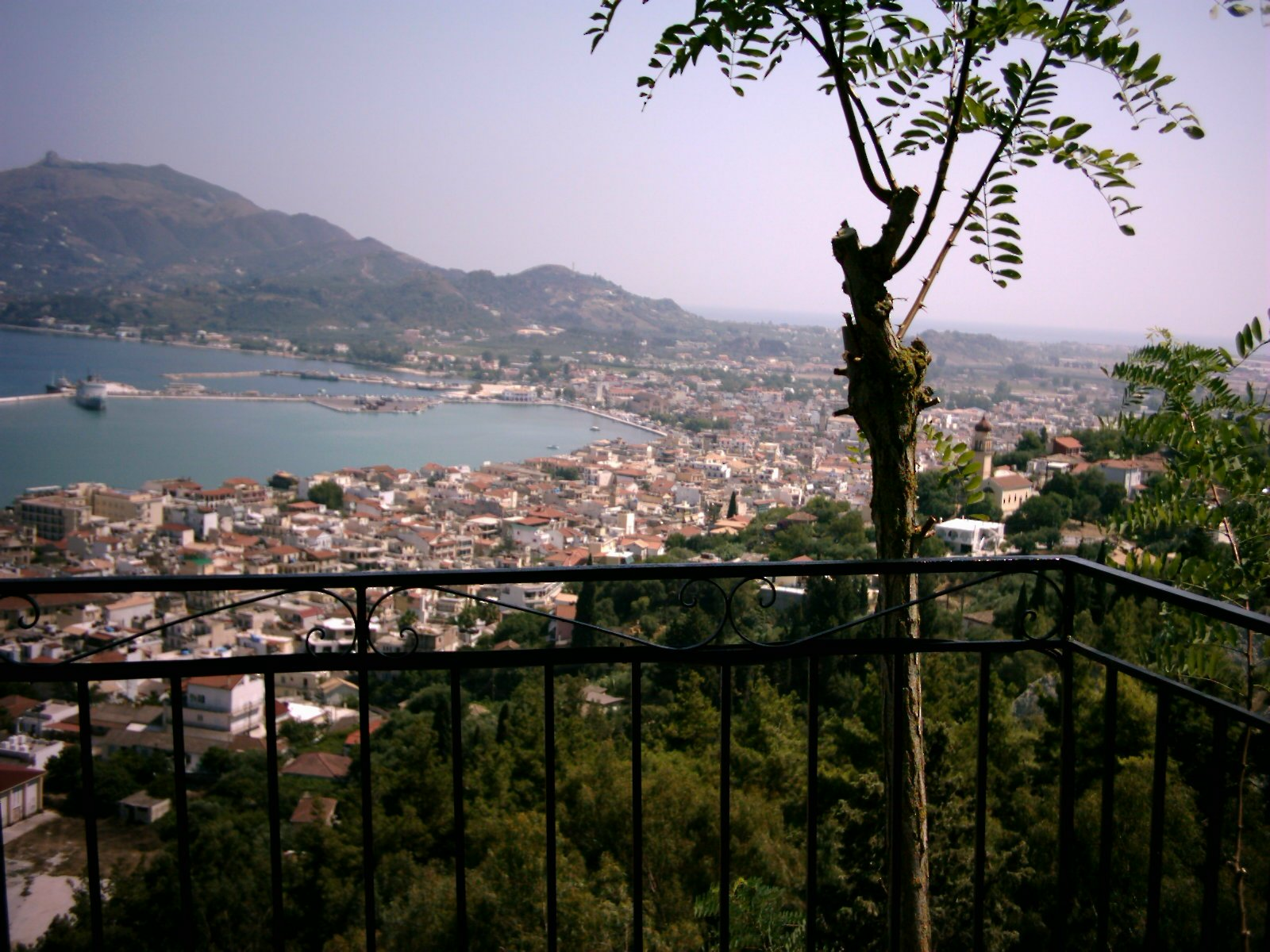
Zakinthosz (Zante) város
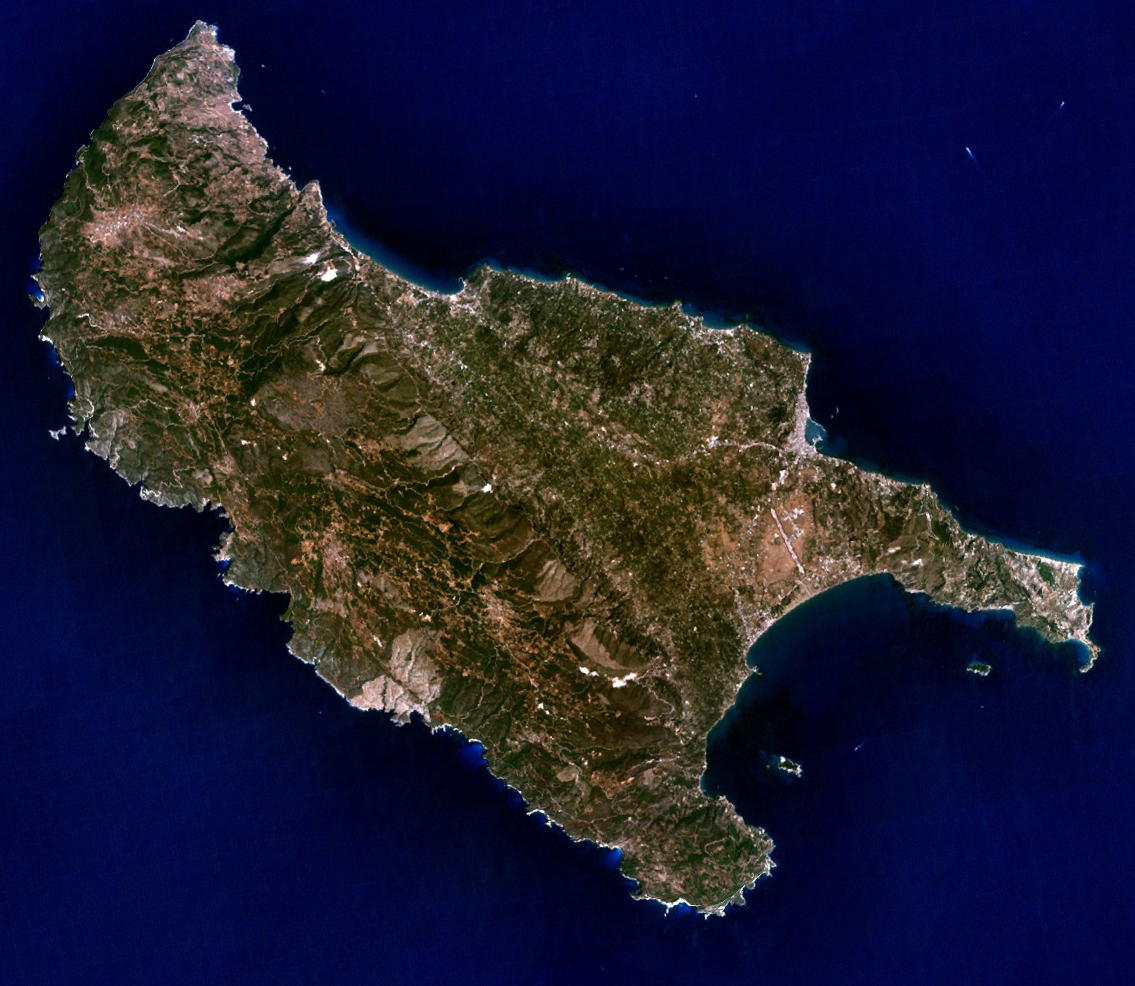
Műholdkép